# Danh sách eo biển
Danh sách eo biển là liệt kê các eo biển đã được biết đến và đặt tên trên thế giới.
xem thêm: Thể loại:Eo biển

## A
- Eo biển Agattu - Aleutians
- Eo biển Akashi - Nhật Bản
- Eo biển Amchitka - Aleutians
- Eo biển Anegada - Quần đảo Virgin và Anguilla
- Arthur Kill - giữa Đảo Staten và New Jersey

## B
- Bab-el-Mandeb - nối Biển Đỏ với Ấn Độ Dương
- Eo biển Balabac - giữa Palawan, Philippines vàBorneo
- Eo biển Baltiysk - giữa vịnh Vistula và Vịnh Gdansk
- Eo biển Bass - giữa lục địa Australia và Tasmania
- Eo biển Belle Isle - giữa Newfoundland và đại lụcCanada
- Eo biển Bêring - phân cách Châu Á và Bắc Mỹ
- Eo biển Bransfield - nằm giữa Quần đảo Nam Shetland và Antarctic Peninsula
- Eo Bohol - còn gọi là eo biển Cebu, nằm giữa Bohol và Cebu ở Philippines
- Eo biển Bonifacio - giữa Corse và Sardegna
- Eo biển Bosporus - giữa Châu Âu và Châu Á.
- Eo biển Storebælt - Đan Mạch

## C
- eo biển Cabot - nằm giữa Newfoundland và Đảo Cape Breton
- eo biển Canso - nằm giữa đảo Cape Breton và Nova Scotia
- eo biển Carquinez - nối Vịnh San Pablo và vịnh Suisun, California
- eo biển Chatham - nằm giữa đảo Chichagof và đảo Admiralty, Alaska
- eo biển Clarence - nằm giữa Prince of Wales Island và Alaska
- eo biển Cook - nằm giữa North Island và South Island of New Zealand
- Cổng Vàng - giữa mũi Marin, California và San Francisco, California
- eo biển Cá Heo - giữa Tây Bắc Territories và đảo Victoria
- eo biển Cửa lục - nằm giữa Hạ Long và Bãi Cháy của Việt Nam

## D
- eo biển Dampier - giữa Tân Anh đảo Dài
- eo biển Danish - giữa bán đảo Scandinavia vàJutland
- eo biển Dardanelles - giữa Châu Âu và Châu Á
- eo biển Davis - giữa Đảo Baffin và Greenland
- eo biển Đan Mạch - giữa Greenland vàBăng Đảo
- eo biển sông Detroit - giữa Lake St. Clair và Lake Erie
- eo biển Dover hay Pas de Calais - (Kênh Anh)
- eo biển Drake - giữa Nam Mỹ và Châu Nam Cực
- Eo biển Đài Loan - giữa đảo Đài Loan và Trung Hoa đại lục.

## E
- Sông Đông - giữa Manhattan và Long Island
- Kênh Anh - giữa Anh và Pháp

## F
- eo biển Florida - giữa Florida và Cuba
- eo biển Foveaux - giữa Đảo Nam và đảo Stewart, New Zealand
- eo biển Fury và Hecla - giữa đảo Baffin và Melville Peninsula, Canada

## G
- eo biển Georgia - giữa đảo Vancouver và British Columbia
- eo biển Gibranta - giữa châu Âu và châu Phi.
- eo biển Guadeloupe - bắc Guadeloupe, Tây Ấn

## H
- eo biển Hecate - đảo nữ hoàng Charlotte và British Columbia
- eo biển Honguedo - giữa đảo Anticosti và Gaspé Peninsula ở Quebec
- eo biển Hormuz - giữa bán đảo A rập và Iran
- eo biển Hoyo - Nhật Bản
- eo biển Hudson - đảo Baffin và Quebec

## J
- eo biển Johor - giữa Singapore và Johor, Malaysia

## K
- eo biển Kalmar - giữa Öland và Småland
- eo biển Kanmon - giữa Honshu vàKyushu
- eo biển Kara
- eo biển Karimata - giữa Sumatra và Borneo
- eo biển Kerch -giữa Krym và Nga
- Kill Van Kull - giữa đảo Staten và Bayonne, New Jersey
- eo biển Kitan - Nhật Bản
- eo biển Kwangtung
- Kênh Bắc - nằm giữa Bắc Ireland và Scotland

## L
- eo biển La Perouse (hay Soya) - giữa Sakhalin và Nhật Bản
- eo biển Lancaster
- Little Belt - Đan Mạch
- eo biển Lombok
- eo biển Luzon - Giữa Đài Loan và đảo Luzon, Philippines

## M
- eo biển Mackinac - nằm giữa Michigan's Upper và Lower Peninsulas
- eo biển Magellan - nằm giữa Nam Mỹ và Tierra del Fuego
- eo biển Makassar - nằm giữa Borneo và Sulawesi
- eo biển Malacca - nằm giữa Malaysia và Sumatra
- eo biển đảo Mare
- eo biển Martinique - nằm giữa Dominica và Martinique
- eo biển McClure - đảo Melville và đảo Ngân hàng
- eo biển Menai - nằm giữa Anglesey và xứ Wales
- eo biển Messina - nằm giữa Sicilia và Ý
- eo biển Mindoro - nằm giữa Mindoro và Palawan ở Philippines
- eo biển Mona - nằm giữa Hispaniola và Puerto Rico
- eo biển Myeongnyang - nằm giữa đảo Jindo và Hàn Quốc
- eo biển Miệng Rồng (Boca del Dragón) - giữa Trinidad và Venezuela
- Eo biển Miyako - Nhật Bản

## N
- eo biển Nares - nằm giữa đảo Ellesmere và Bắc Greenland và nối vịnh Baffin với biển Lincoln / the Arctic Sea.
- The Narrows - nằm giữa đảo Staten và Brooklyn ở Thành phố New York
- eo biển Naruto - Nhật Bản
- eo biển Northumberland - nằm giữa đảo công tước Edward và New Brunswick/Nova Scotia

## O
- Oresund - giữa Đan Mạch và Thụy Điển
- eo biển Otranto - giữa Ý và Albania

## P
- eo biển Palk - giữa Ấn Độ và Sri Lanka
- eo biển Pease
- ertuis d'Antioche - ở Đại Tây Dương, gần Pháp

## Q
- eo biển Quỳnh Châu - giữa đảo Hải Nam và Quảng Đông, Trung Quốc

## S
- eo biển San Bernardino - nằm giữa Luzon và Samar, Philippines
- eo biển San Juanico - nằm giữa Samar và Leyte, Philippines
- eo biển Serpent's Mouth (Boca del Serpiente) - nằm giữa Trinidad và Venezuela
- eo biển Shelikof - nằm giữa Alaska và đảo Kodiak
- eo biển Shimonoseki
- eo biển Sicilia - nằm giữa Sicilia và Châu Phi
- eo biển Singapore - nằm giữa Singapore và Indonesia (Sumatra)
- eo biển Smith
- eo biển Sumba - nằm giữa Flores và Sumba, Indonesia
- eo biển Sunda - nằm giữa Sumatra và đảo Java
- eo biển Surigao - nằm giữa Leyte và Mindanao, Philippines
- eo biển Soya Strait -

## T
- eo biển Tablas - nằm giữa Mindoro và Panay, Philippines
- eo biển Tanon - nằm giữa Negros và Cebu, Philippines
- eo biển Tartary - Sakhalin
- eo biển Tiran - nằm giữa Sinai peninsula và Ả Rập Xê Út
- eo biển Torres - nằm giữa New Guinea và Australia
- eo biển Tsugaru - nằm giữa Hokkaido và Honshu
- eo biển Tsushima - nằm giữa đảo Iki và Korean Peninsula

## V
- eo biển Vitiaz - eo biển New Guinea và New Britain

## W
- eo biển Windward - giữa Cuba và Hispaniola

## Y
- eo biển Yucatan - giữa México và Cuba